# Liste von Rutschungen im Bergbau
Rutschungen im Bergbau entstehen zum Beispiel durch Grundbrüche (Versagen der Tragfähigkeit etwa durch Wiederanstieg des Grundwassers) und durch Setzungsfließen.
Zu ihnen zählen:
- Hangabbrüche beim Tagebau
- Abbrüche von Halden
- Böschungsrutschungen an Seen im ehemaligen Tagebau, die sich durch das Einleiten von Grundwasser oder Oberflächenwasser gebildet haben.

Setzungsfließrutschungen können insbesondere bei Bodenverflüssigung ausgelöst werden. Dazu ist Wasser Grundvoraussetzung (Verflüssigung). Der Rutschungsprozess kann lawinenartig und großräumig in Sekunden bis Minuten ablaufen. Dazu ist auch eine steile Böschungsgeometrie nötig. Allein mit wachsender Liegezeit der Kippe geht keine Abnahme der Verflüssigungsgefährdung einher, aber trockene Kippen sind stabil, also auch solche, ohne Anstieg des Grundwassers.

## Liste
| Datum              | Örtlichkeit                                   | Lage                                 | Beschreibung | Volumen (m³) |
| ------------------ | --------------------------------------------- | ------------------------------------ | --- | ------------ |
| 16. April 1938     | Grube Concordia (später Tagebau Nachterstedt) | Nachterstedt                         | Kohlenstoßrutschung, ausgelöst durch eine Wasseransammlung. Abrutsch aus einer Höhe bis zu 40 Metern. 8 Bergleute getötet. |              |
| 2. Februar 1959    | Tagebau Nachterstedt                          | Nachterstedt                         | Abbruch aus der 86 Meter hohen Kante des Tagebaus, die einen Bergmann, zwei Absetzbagger und einen ganzen Abraumzug überrollte. | 6.000.000    |
| 21. Oktober 1966   | Katastrophe von Aberfan                       | Aberfan, Wales                       | Abbruch eines Teils einer Halde. 144 Tote. | 110.000      |
| 21. Mai 1981       | Grube Neue Sorge                              | Luckenau, Burgenlandkreis            | zwei Tote |              |
| Januar 1987        | Erikasee                                      | Hoyerswerda                          | [ 3 ] [ 6 ] | 12.300.000   |
| November 1991      | Restloch Kleinleipisch                        | Lauchhammer                          | Verdichtungssprengung löste Rutschung aus. Ein Fotograf ertrank in einer Flutwelle auf der anderen Seite des Sees. |              |
| April 1995         | Tagebaurestloch Großkayna-Süd                 | Saalekreis                           | 500 m² großes Stück der Uferböschung rutscht ab in das Wasserloch. Ein Baggerfahrer kam um. |              |
| September 1996     | Restloch Burghammer                           | Hoyerswerda                          | Sprengungen lösten Rutsch aus und begruben Bergbautechnik unter sich. | 4.500.000    |
| 1997               | Tagebau Koschen                               |                                      | [ 3 ] | 2.200.000    |
| 1998               | Partwitzer See                                | Landkreis Oberspreewald-Lausitz      | Der See beruht auf dem Tagebau Scado. Etwa 12 ha Wald und Grünland rutschten während der Flutung in den Tagebausee. | 4.500.000    |
| 6. Mai 1998        | Tagebau Koschen                               | Senftenberg                          | [ 9 ] | 1.500.000    |
| 19. Juni 1998      | Tagebau Koschen                               |                                      | Heute Geierswalder See. Bei einer Testsprengung gerieten erhebliche Erdmassen in Bewegung und rissen die 55-jährige Sprengmeisterin mit sich; sie wurde nie gefunden. |              |
| 12. Oktober 2000   | Graureihersee (Restloch D/F)                  | Knappenrode                          | Nach einer Verdichtungssprengung rutschte nahezu das gesamte noch ungesicherte Vorland auf einer Breite von 700 m in das Restloch. | 630.000      |
| 9. September 2004  | Graureihersee (Nachbar vom Knappensee)        | Landkreis Bautzen                    | Die meisten Böschungen sind Bestandteil der Innenkippe des ehemaligen Tagebaus Werminghoff I. Das sandige Kippenmaterial ist überwiegend locker bis bereichsweise sehr locker gelagert. Es weist für eine Verflüssigungsgefährdung Eigenschaften auf. Trockene Kippen sind stabil. Die Rutschung ereignete sich gegen 08:10 Uhr im Bereich der Koblenzer Straße am Graureihersee, nach Zerstörung einer Fernwasserleitung bei Bauarbeiten. 2017 blieb der See weiter gesperrt. |              |
| März 2006          | Altdöberner See                               | Altdöbern                            | Tagebau Greifenhain. Erdrutsch bei Altdöbern. Es folgte eine weitere Rutschung 2008. Große Flächen rund um den See sind wegen Lebensgefahr als Sperrflächen ausgewiesen. | 2.700.000    |
| Winter 2008/2009   | Silbersee II                                  | Haltern am See, Kreis Recklinghausen | Die Fläche von etwa zwei Fußballfeldern rutschte ab. |              |
| 18. Juli 2009      | Concordiasee                                  | Nachterstedt                         | Ein ganzer Hang mit zwei Häusern rutschte auf 500 m Breite in den See. Drei Menschen kommen um. Die Leichen blieben verschwunden. | 4.500.000    |
| 12. Oktober 2010   | Bergener See                                  | Hoyerswerda, Kreis Bautzen           | Tagebau Spreetal. Grundbruch von 2 Kilometer Länge und 600 Meter Breite. 83 Schafe und fünf Lastkraftwagen versanken in den Fluten. Ein LKW-Fahrer konnte von einem Hubschrauber gerettet werden. | 4.500.000    |
| 10. April 2013     | Bingham Canyon Mine                           | Utah, USA                            | [ 20 ] | 65.000.000   |
| 6. Januar 2014     | Grube der Firma Romonta                       | Amsdorf                              | Erdmassen gerieten in Bewegung. Ein Abraumgerät kam in der Folge ins Rutschen und wurde verschüttet. |              |
| 27. September 2016 | Tagebau Turów                                 |                                      | Es kam zu einer Hangrutschung, die sich auf knapp ein Viertel der Tagebaufläche ausdehnte. |              |
| 29. Juni 2016      | Concordiasee                                  | Nachterstedt                         | Am 29. Juni 2016 fand bei Sanierungsarbeiten ein erneuter Erdrutsch statt, bei dem rund 1,7 Millionen Kubikmeter Erde abrutschten. | 1.700.000    |
| Ende Februar 2017  | Silbersee II                                  | Haltern am See, Kreis Recklinghausen | Ein 80 Meter langes und etwa 30 Meter breites Böschungsstück brach nach Regenfällen im Bereich des Franzosenwegs ab. |              |
| 13. September 2018 | Senftenberger See                             | Landkreis Oberspreewald-Lausitz      | Die Insel ist eine Innenkippe des einstigen Tagebaus. Erdmassen und Baumreihen lösten sich auf einer Insel aufgrund von Setzungsfließens der Böschung. Der Uferbereich rund um den See wurde gesperrt. |              |
| 18. September 2018 | Felixsee                                      | Landkreis Spree-Neiße                | Der See entstand durch Aufflutung eines Braunkohletagebaus. Ein Sporttaucher bemerkte 2018 ungewöhnliche Veränderungen am Grund. |              |
| 11. März 2021      | Knappensee                                    | Landkreis Bautzen                    | Bis 1953 gefluteter ehemaliger Braunkohletagebau. Es entstand eine 1,5 Meter hohe Welle am gegenüberliegenden Ufer. | 1.000.000    |